# Marianne og Hjalmar Andersen
Ægteparret Marianne Andersen (født 28. september 1925 i København, død 20. november 1989 i  København) og Hjalmar Andersen (født 22. april 1915 i Gerup, Brahetrolleborg Sogn, død 6. januar 2006) arbejdede som missionærer i Etiopien.

## Biografi
Marianne Andersen, hvis far var arkitekten og maleren Georg Jacobsen, voksede op i Paris og Oslo. Hun mødte Hjalmar Andersen på Frøbelseminariet, hvor hun læste til fritidspædagog og han forberedte sig til at blive missionær. Han stod for den lavkirkelige kristendom, som han havde mødt gennem Luthersk Missionsforening. De blev gift i 1947.

## Missionsarbejde

### Etiopien 1949 – 1955
I 1948 var de blevet ansat af det nystartede missionsselskab Dansk Ethioper Mission med henblik på missionsarbejde i Etiopien. Etiopiens kejser Haile Selassie havde givet tilladelse til missionsarbejdet, og i 1949 ankom de til Etiopien. De skulle arbejde i byen Dodola i Bale-provinsen. De første 2½ år måtte de imidlertid blive i hovedstaden Addis Abeba på grund af praktiske vanskeligheder og for at tjene penge. Ankommet til Dodola ved Lincho-floden begyndte de skole- og kirkearbejde. I 1954 blev den danske missionsstation indviet.

### Danmark 1955 – 1976
Marianne og Hjalmar Andersen havde fået to børn i årene i Etiopien. I 1955 rejste de til Danmark, hvor de sidst boede i Herlev. Her fik de et tredje barn.

### Etiopien 1976 – 1984
I mellemtiden var den ældste datter blevet missionær i Etiopien, og hende besøgte de i 1976. De havde engang lovet at begynde missionsarbejde i et overvejende muslimsk område syd for Dodola, og besøget hos datteren fik dem til atter at slå sig ned i Etiopien.
De blev nu ansat direkte under regeringen. I perioden var der borgerkrig og krig mod Somalia; men de blev så tæt på kampene som muligt, og derfor kunne de formidle hjælp bl.a. for Folkekirkens Nødhjælp. 
Senere oprettede de skoler med etiopiske lærere og begyndte aktiveringsarbejde i fængsler med militærstyrets billigelse.

### Danmark 1984
I 1984 kom de tilbage til Danmark. Marianne Andersen blev indviet til diakonisse i 1985 og arbejdede herefter blandt indvandrere på Vesterbro, København, i tilknytning til Det Danske Missionsselskab.

### Videreførelse af arbejdet
Marianne og Hjalmar Andersens initiativer i Etiopien er i dag integreret i den etiopiske evangeliske kirke Mekane Yesus.

## Bogudgivelser
- Marianne og Hjalmar Andersen: Profiler fra Ethiopien.
- Marianne og Hjalmar Andersen: Gå.
- Marianne Andersen: Skønheden fra Casablanca – og ni andre kvinder på min vej. 1988.
- Marianne Andersen: Fængselsmajoren, morderen og otte andre mænd på min vej. 1989.

## Ekstern henvisning
- Marianne Andersen i Dansk Kvindebiografisk Leksikon på Lex.dk, tidl. Kvinfo.dk